# Distrito de Ifanadiana
Ifanadiana es un distrito de la región de Vatovavy-Fitovinany, en la isla de Madagascar, con una población estimada en julio de 2014 de 158 455 habitantes.
Se encuentra ubicado junto a la costa sureste de la isla (Océano Índico), a poca distancia al sureste de la capital nacional, Antananarivo.